# Lubuk Ngantungan
Lubuk Ngantungan is een bestuurslaag in het regentschap Seluma van de provincie Bengkulu, Indonesië. Lubuk Ngantungan telt 241 inwoners (volkstelling 2010).